# Кринички (заповідне урочище)
Кринички — заповідне урочище місцевого значення. Об'єкт розташований на території Городенківського району Івано-Франківської області, село Семаківці.
Площа — 1,3000 га, статус отриманий у 1983 році.